# Музей ван Гога

## -- Про музей
Музей Ван Гога (нідерл. Van Gogh Museum) в Амстердамі присвячений життю і творчості нідерландського художника Вінсента ван Гога (1853–1890). Його відкрили у 1973 році. 
Основу музейної колекції складають роботи, зібрані Фондом Музею Вінсента ван Гога, які належать родині художника. Це близько 200 картин, 500 малюнків, чотири альбоми з ескізами та 800 листів самого Ван Гога. Крім того, колекція включає твори з особистих зібрань Вінсента і його брата Тео: 570 японських гравюр, 1500 ілюстрацій з журналів, а також роботи сучасників художника, таких як Анрі Тулуз-Лотрек, Поль Гоген і Жорж Сера.
Відредагувала: Катерина Руденко

## Музей

### Колекція сім'ї ван Гог

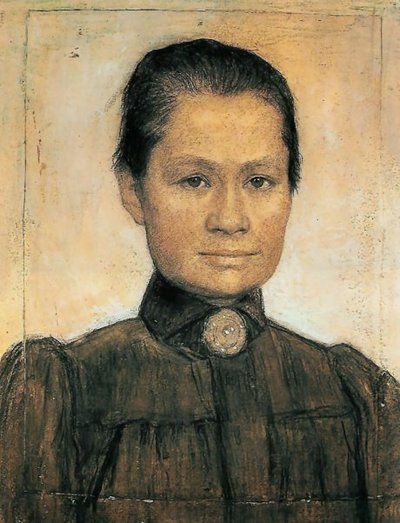
Йоганна ван Гог-Бонгер

Після смерті у брата Тео ван Гога (1857—1891) залишилась велика колекція картин і малюнків, які він упродовж багатьох років отримував від Вінсента в обмін за надану йому фінансову допомогу. Також було і власне зібрання робіт знайомих йому художників і неоімпресіоністів. Тео вирішив почати утверджувати репутацію брата як художника. Але через декілька місяців, що минули з моменту прийняття такого рішення, брат художника сам смертельно захворів і у січні 1891 року, через шість місяців після смерті Вінсента, помер.
Молода вдова Тео — Йоганна ван Гог-Бонгер (1862—1925) — вирішила продовжити починання чоловіка і, будучи впевненою у значимості мистецтва ван Гога, почала піклуватися про колекцію ван Гога і зберігати її для свого сина Вінсента Віллема ван Гога (1890—1978). Поставивши перед собою мету познайомити публіку з роботами, вона почала організовувати виставки, продавати деякі картини у художні салони і колекціонерам, а також підготувала перше голландське видання листування братів Вінсента і Тео. Ця книга побачила світ у 1914 році, і у тому ж році Йоганна перепоховала тіло Тео в Овер-сюр-Уазі (Франція), де був похований його брат.
На початку XX століття зацікавлення до робіт ван Гога у світі значно зросло. Однією із найвідоміших цінителів і збирачів робіт ван Гога стала Гелена Креллер-Мюллер. Вже у 30-х роках у неї у колекції нараховувалось близько 80 полотен і 200 малюнків. Нині ці роботи знаходяться у Музеї Креллер-Мюллер у місті Оттерло (Нідерланди).

### Новий музей

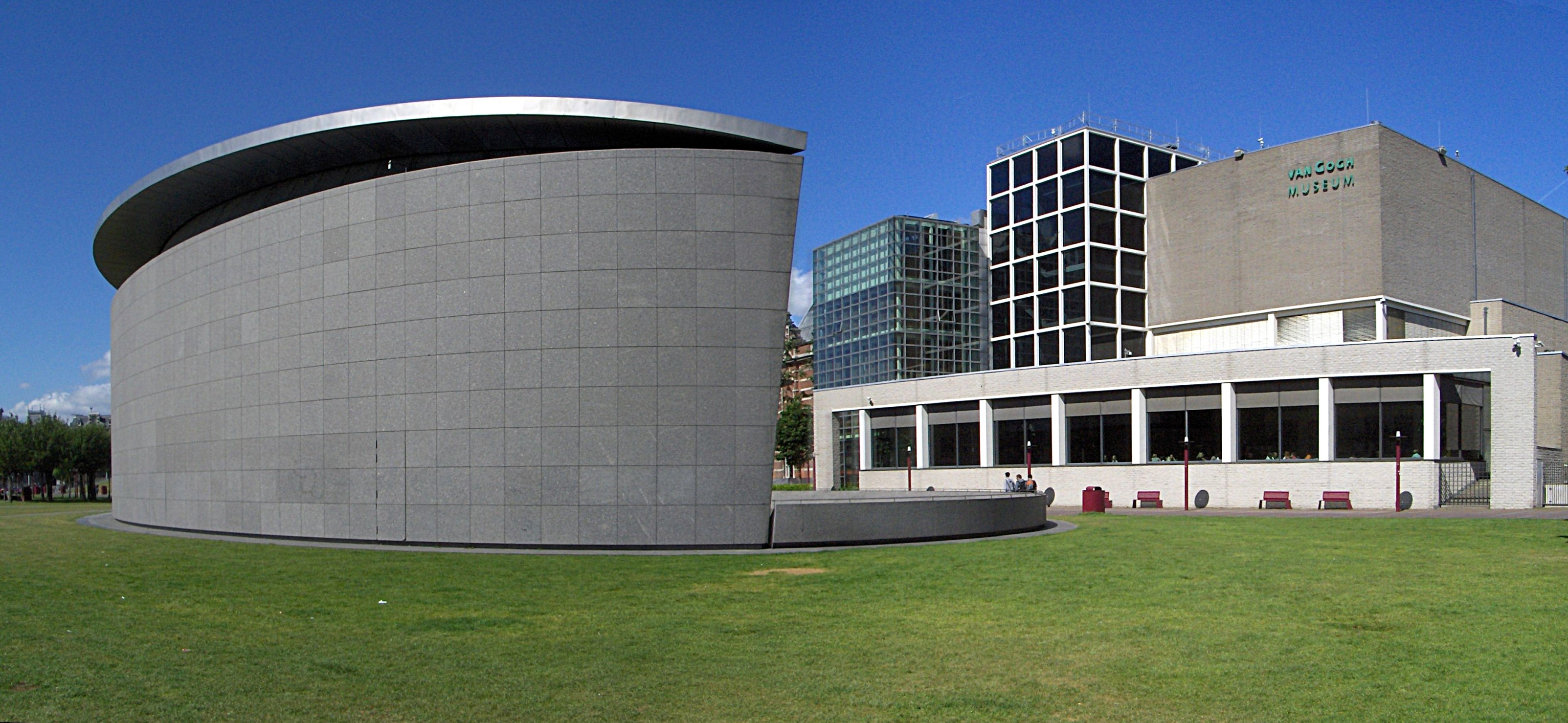
Крило Курокави і будівля Рітвельда

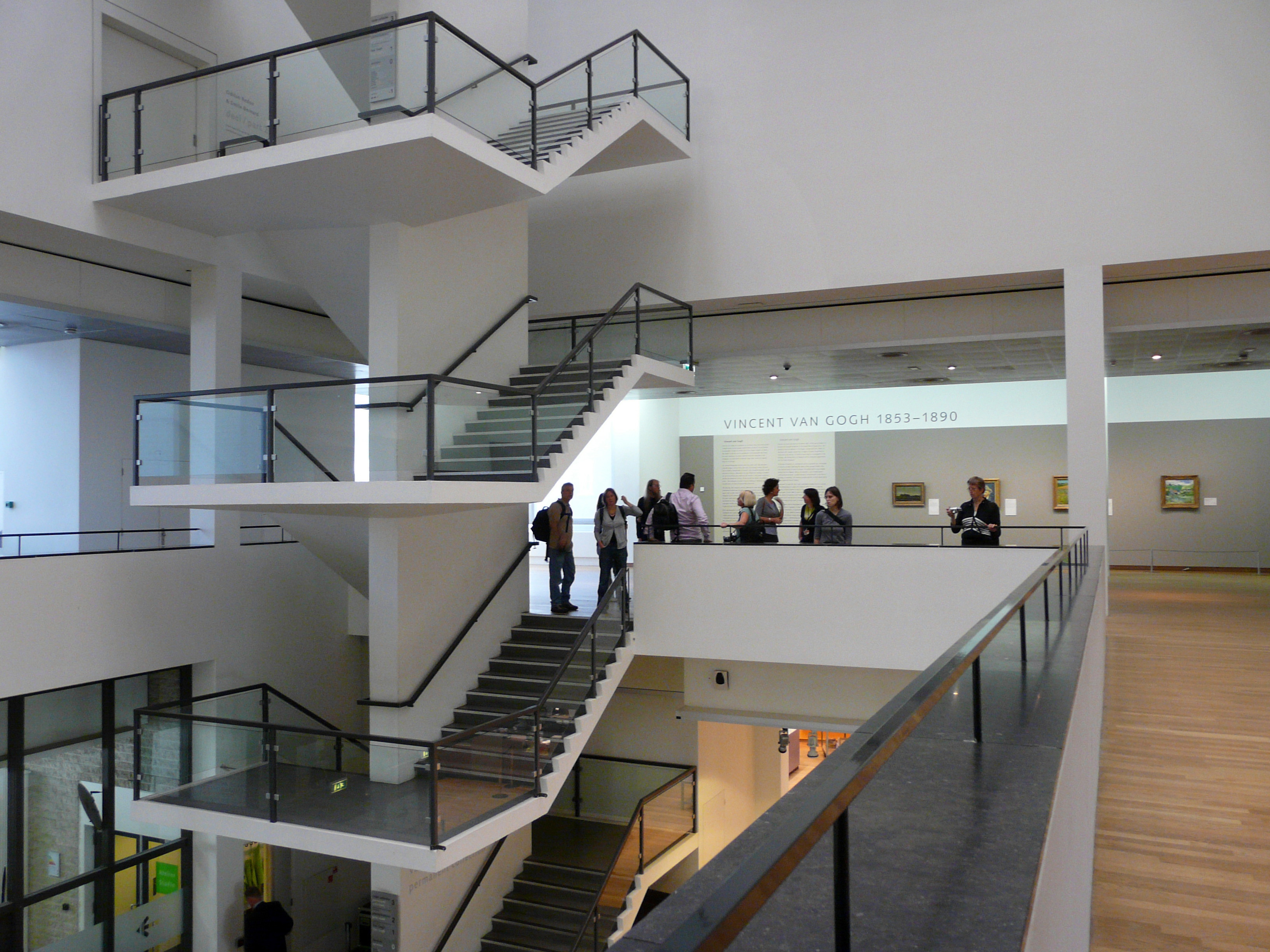
Інтер'єр будівлі Рітвельда

Коли Йоганна ван Гог-Бонгер у 1925 році померла, піклування про колекцію взяв на себе її син Вінсент Віллем. З 1930 року роботи були виставлені у Міському музеї Амстердама, але постійного місця для експозиції колекція не мала. У 1962 році новостворений Фонд Вінсента ван Гога при фінансовій підтримці уряду Нідерландів зміг придбати колекцію. Фонд передав колекцію у постійне використання нідерландській державі, яка здійснила будівництво Музею ван Гога, який був відкритий у 1973 році.
У будівлі музею, спорудженій за спеціальним проєктом архітектора Герріта Рітвельда (1888—1965), полотна із сім'ї ван Гог формують ядро постійної експозиції. Повністю малюнки із колекції виставляються дуже рідко з причини їх крихкості і старості. Але в обох колекціях гравюр, представлених в музеї, регулярно демонструється вибірка, що складається із малюнків і гравюр. 
З причини постійно зростаючого інтересу до творчості ван Гога і планів окрім робіт ван Гога організувати ще і виставки з мистецтва XIX століття, у 1999 році було відкрито нове виставкове крило. Проєкт його був розроблений японським архітектором Кісьо Курокавою (1934—2007) У виставковому крилі, з його напівкруглою формою, щороку проходить від трьох до п'яти виставок, об'єднаних темою мистецтва, тим чи іншим чином пов'язаного з ван Гогом і його часом.
Будівля Рітвельда (постійна колекція):
- R0 (Нульовий поверх). На цьому поверсі знаходяться гардероб, музейна крамниця, інформаційне бюро, музейне кафе і представлена частина колекції.
- R1 (Перший поверх). На цьому поверсі знаходиться велика колекція робіт ван Гога, організованих у хронологічному порядку.
- R2 (Другий поверх). Другий поверх відведений під тимчасові експозиції на різні тематики: від реставраційних досліджень до робіт на папері.
- R3 (Третій поверх). На третьому поверсі представлені вибрані роботи із колекції витворів мистецтва 19 століття, багато з яких тісно пов'язані з творчістю ван Гога.

Крило Куросави (тимчасова колекція):
- KO (Нульовий поверх).
- K1 (Перший поверх)
- K2 (Другий поверх)

### Наукові дослідження
Колекція Музею ван Гога є джерелом для вивчення і дослідження. Консерватори, реставратори і дослідники працюють у тісній співпраці, для того щоб зберегти колекцію, вивчити її і представити до уваги публіки. Підготовлювані публікації відображають сучасний стан справ і дають короткий огляд останніх відкриттів і знахідок. Дослідницькі проєкти, які часто проводяться у співпраці з міжнародними дослідницькими інститутами, зміцнюють репутацію музею, як міжнародного експертного центру, що вивчає XIX століття у цілому, а зокрема життя і творчість Вінсента ван Гога.

### Послуги відвідувачам
У музеї є звуковий супровід для дорослих і дітей, а також мультемидійний тур. Для груп можуть бути організовані екскурсії. Група складається максимум з 15 чоловік. Для дітей відкрита художня майстерня, а також є аудіо-тур для дітей. Діти також можуть відсвяткувати свій День народження у музеї.
Кожної першої неділі місяця проводяться лекції для всіх бажаючих дізнатися більше про Вінсента ван Гога. Лекції проводяться в аудиторії і є безкоштовними для відвідувачів музею. Увечері кожної п'ятниці Музей ван Гога відчинений до 22:00. Щовечора у п'ятницю крісла для відпочинку, відеопроекції, жива музика, ді-джеї і бар перетворюють центральний хол музею у місце для розваг і зустрічей.
Музейна крамниця прпопонує широкий асортимент книг про ван Гога і про XIX століття, а також плакати, пам'ятні канцелярські товари і сувеніри. Прибуток музейної крамниці жертвується на розширення колекції музею. Також діє музейне кафе.
У музеї заборонено торкатися до експонатів. Забороняється фотографувати, здійнсювати кінозйомку, а також звуко- і відеозапис. Парасолі та великі сумки мають бути залишені у гардеробі. Паління заборонене у всій будівлі.

### Колекція Месдага
З 1990 року Музей ван Гога також здійснює керівництво Колекції Месдага у Гаазі. Цей музей знаходиться у колишньому будинку і ательє художника Генріка Віллема Месдага (1831—1915) і містить колекцію його робіт. Ця колекція XIX століття представлена у неформальній обстановці. У музеї виставлені основні роботи таких французьких живописців, як Жан-Франсуа Мілле, Шарль-Франсуа Добіньї і Гюстав Курбе, а також нідерландських майстрів, серед яких Йоган Гендрік Вайсенбрух, Антон Мауве, Йозеф Ісраелс.

### Бібліотека і документація
Бібліотека Музею ван Гога містить інформацію про життя і творчість Вінсента ван Гога і про образотворче мистецтво періоду з 1800 по 1920 роки. Бібліотека розташована за адресою: площа «Museumplein», будинок 4, Амстердам. У самому фізичному приміщенні бібліотеки зібрана також і документація. Відділ документації збирає, зберігає і розшифровує документи, які тим чи іншим чином мають відношення до робіт, що знаходяться у колекції Музею ван Гога. Серед документів відділу знаходиться перписка членів сім'ї ван Гог.

## Колекція
Основне ядро колекції складає власність Фонду Музею ван Гога. Вона складається із 200 полотен і близько 500 малюнків, чотирьох альбомів із начерками і 800 листів самого художника. До неї також входять роботи із приватного зібрання Вінсента і його брата Тео, включаючи 570 японських гравюр, 1500 ілюстрацій до журналів, а також роботи знайомих художників, серед яких Анрі Тулуз-Лотрек, Поль Гоген і Жорж Сера. Окрім цього, музей активно займається придбанням робіт, що датуються з 1830 по 1914 роки. В основному у колекції представлені такі напрямки, як імпресіонізм, постімпресіонізм, неоімпресіонізм і символізм.
Окрім цього, музею вдалося придбати деякі дуже цінні колекції. У 1996 році до музею передано колекцію Бонгера, що надійшла у користування Нідерландської держави. Це зібрання робіт, серед яких, окрім інших, картини Оділона Редона, Анрі Тулуз-Лотрека і Еміля Бернара, раніше належало Андрісу Бонгеру, другу Тео ван Гога і брату його дружини. У 2002 році за допомогою Фонду Вінсента ван Гога музею вдалось придбати колекцію, що складається більше ніж з 800 графічних робіт художників — членів товариства «Набіс» (Пророки).